# The Astonishing
A The Astonishing a Dream Theater együttes 2016-ban megjelent, tizenharmadik albuma. A lemez a holland Roadrunner Records gondozásában került piacra. A zenekar tagjai 2015-ben rögzítették az "anyagot". Ez az album az együttes harmadik koncepcióalbuma, az 1999-es Metropolis Pt 2: Scenes from a Memory és a 2002-es Six Degrees of Inner Turbulence után. A lemez a távoli jövő Amerikájában játszódik, és egy fiktív lázadó szövetségről szól, amely „Amerika Nagy Északi Birodalmát” akarja megsemmisíteni a zene mágikus erejével. Az album 2016. január 29.-én jelent meg. A Halestorm énekesnője, Lzzy Hale énekelt az „Our New World” című dalban, vendégként.
2016-ban videojáték készült a történet alapján.
A MAHASZ listán a második helyre került az album.

## Dalok
Első lemez
1. Descent of the NOMACS
2. Dystopian Overture
3. The Gift of Music
4. The Answer
5. A Better Life
6. Lord Nafaryus
7. A Savior in the Square
8. When Your Time Has Come
9. Act of Faythe
10. Three Days
11. The Hovering Sojourn
12. Brother, Can You Hear Me?
13. A Life Left Behind
14. Ravenskill
15. Chosen
16. A Tempting Offer
17. Digital Discord
18. The X Aspect
19. A New Beginning
20. The Road to Revolution

Második lemez
1. 2285 Entr'acte
2. Moment of Betrayal
3. Heaven's Cove
4. Begin Again
5. The Path that Divides
6. Machine Chatter
7. The Walking Shadow
8. My Last Farewell
9. Losing Faythe
10. Whispers on the Wind
11. Hymn of a Thousand Voices
12. Our New World
13. Power Down
14. Astonishing